# Bunkier „Krysia”

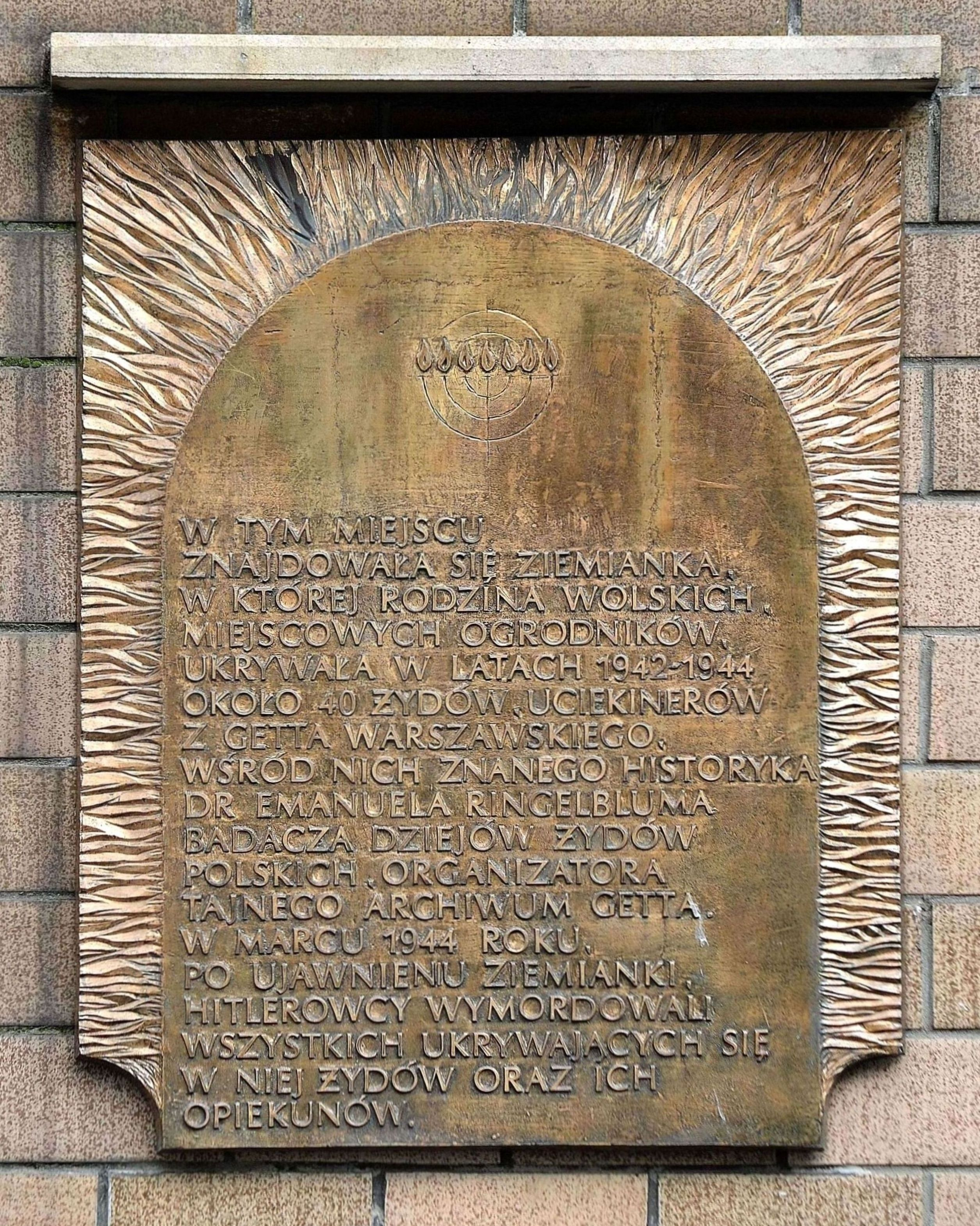
Tablica przy ul. Grójeckiej 77 upamiętniająca lokatorów i opiekunów bunkra „Krysia”

Bunkier „Krysia” – podziemny schron przy ul. Grójeckiej w Warszawie, w którym w okresie okupacji niemieckiej ukrywało się kilkadziesiąt osób narodowości żydowskiej.
„Krysia” była największą i najdłużej istniejącą żydowską kryjówką „po aryjskiej stronie” okupowanej Warszawy. Ukrywał się tam m.in. historyk Emanuel Ringelblum wraz z żoną i synem. W marcu 1944 roku na skutek donosu schron został wykryty przez Niemców i „granatową policję”, a ukrywający się w nim Żydzi zostali zamordowani. Ich los podzieliło dwóch polskich opiekunów kryjówki.

## Geneza
Bunkier „Krysia” powstał na peryferiach warszawskiej Ochoty, na terenie posesji przy ul. Grójeckiej 81, która należała do polskiego ogrodnika Mieczysława Wolskiego. Ogród Wolskich miał powierzchnię ponad jednego hektara i zajmował obszar zamknięty ulicami: Grójecka–Wolnej Wszechnicy–wschodnia część Opaczewskiej (ob. Banacha). Na terenie posesji znajdowała się szklarnia oraz dwupiętrowy dom, w którym Mieczysław Wolski mieszkał razem z matką Małgorzatą, siostrami Haliną i Wandą oraz siostrzeńcem Januszem Wysockim.
W 1942 roku Halina Wolska za zgodą matki sprowadziła na Grójecką żydowską dziewczynę o imieniu Wiśka (z zawodu szwaczkę). Ukrywała się ona w domu Wolskich, którzy traktowali ją jak członka rodziny. Zapewne owa bezinteresowna pomoc udzielona ubogiej żydowskiej dziewczynie, a także związki Mieczysława z Polską Partią Socjalistyczną były przyczyną, dla której działacze Żydowskiej Samopomocy Społecznej zaproponowali Wolskim urządzenie podziemnej kryjówki na terenie ich posesji.
Po blisko miesięcznym pobycie u Wolskich Wiśka przeniosła się do getta, skąd powróciła jednak po kilku dniach. Tydzień później ponownie udała się do getta – tym razem w towarzystwie Mieczysława Wolskiego. Po upływie dwóch dni oboje powrócili na Grójecką z gotowym planem budowy kryjówki i szmuglu uciekinierów. Jako że wykopanie i urządzenie schronu przekraczałoby możliwości samych Wolskich, przy budowie zatrudniono kilku młodych Żydów, których potajemnie przerzucono w tym celu na „aryjską stronę” Warszawy. W getcie przygotowano ponadto część wyposażenia kryjówki. Do czasu ukończenia schronu pierwsza grupa Żydów była ukrywana przez Wolskich w piwnicy domu. Żartobliwą nazwę „Krysia”, wywodzącą się od słowa „kryjówka”, nadali ziemiance jej opiekunowie i mieszkańcy.

## Opiekunowie i lokatorzy „Krysi”

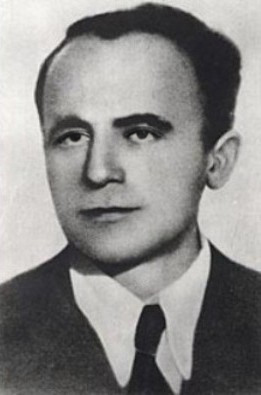
Jednym z lokatorów „Krysi" był historyk Emanuel Ringelblum, twórca podziemnego archiwum getta warszawskiego

W latach 1942–1944 w bunkrze „Krysia” ukrywało się dziesięć rodzin żydowskich (ok. 40 osób) – w większości dobrze sytuowanych lub wywodzących się ze środowisk inteligenckich. Wśród mieszkańców „Krysi” przeważały małżeństwa w młodym lub średnim wieku, choć przebywały tam również osoby starsze, nastolatkowie oraz małe dzieci. W schronie ukrywał się m.in. adwokat Tadeusz Klinger, a także piekarz Gitter, restaurator Rawicz oraz dr Cendrowicz. Najbardziej znanym lokatorem „Krysi” był jednak historyk Emanuel Ringelblum, ukrywający się wraz z żoną Judytą i 14-letnim synem Urim. Podczas pobytu w kryjówce Ringelblum napisał kilka prac na temat losu Żydów w okupowanej Polsce, w tym słynny esej o stosunkach polsko-żydowskich w czasie drugiej wojny światowej.
Akcja ukrywania Żydów w bunkrze „Krysia” była największą tego typu operacją ratunkową w okupowanej Warszawie. Jak wskazuje Jan Grabowski:

Tego rodzaju bunkier w Warszawie w 1944 r. stanowił zupełny ewenement. W literaturze dotyczącej ukrywania się i ratowania nie można natrafić na inną równie okazałą kryjówkę, której mieszkańcom udałoby się przetrwać tak długo.

Kontakt z Ringelblumem i pozostałymi członkami grupy utrzymywał Adolf Berman, przedstawiciel Żydowskiego Komitetu Narodowego. Koszty utrzymania schronu i jego lokatorów były częściowo pokrywane przez konspiracyjną Radę Pomocy Żydom („Żegota”), a częściowo z funduszy, które ukrywający się Żydzi zdeponowali u rodziny Wolskich. Każdy uciekinier wprowadzający się do „Krysi” musiał wpłacić na wstępie 10 tys. złotych, a także być gotowym na uiszczanie regularnych opłat, przeznaczonych na pokrycie kosztów wyżywienia bądź innych wydatków. Niemniej świadkowie podkreślali uczciwość i słowność Wolskich. Chcąc uniknąć podejrzeń, które mogłoby wzbudzić kupowanie dużych ilości żywności, otworzyli oni nawet niewielki sklepik spożywczy.
Opiekę nad schronem i jego mieszkańcami sprawowała cała rodzina Wolskich. „Mózgiem” operacji ratunkowej był Mieczysław Wolski, którego wiek w zależności od źródeł jest określany 32 lata  lub 37 lat. Wolski odpowiadał za zaopatrzenie i zabezpieczenie schronu oraz utrzymywał kontakt z polskim i żydowskim ruchem oporu. W swym eseju nt. stosunków polsko-żydowskich w czasie II wojny światowej dr Ringelblum poświęcił Wolskiemu wiele ciepłych słów (w jego zapiskach ogrodnik występuje pod pseudonimem „Władysław M.”). Opisał go jako „chłopa z fantazją, dobrego do wypitki i do wybitki”, lubiącego „ryzyko i hazard dla samego hazardu”. Ringelblum podkreślał przy tym, że Wolski był „duszą i ciałem oddany swej najdroższej kochance, pani »Krysi«”. Z kolei Orna Jagur wspominała, że Wolski często odwiedzał bunkier, przynosząc jego mieszkańcom wieści ze świata oraz starając się podtrzymać ich na duchu.
Siostrzeniec Wolskiego, kilkunastoletni Janusz Wysocki (w zapiskach Ringelbluma występujący pod pseudonimem „Pan Mariusz”), pełnił służbę wartowniczą w pobliżu kryjówki, ostrzegając ukrywających się Żydów, jeżeli w pobliżu pojawiały się niepowołane osoby. W przypadku niebezpieczeństwa gwizdał pierwsze takty popularnego szlagieru, w podobny sposób odwoływał później alarm. Na takie ostrzeżenie w bunkrze reagowano komendą „kryć się”, z czasem zastąpioną słowem „Krysia”. Wysocki wynosił również z kryjówki śmieci i nieczystości, zwykle korzystając przy tym z pomocy jednego z lokatorów „Krysi”, żydowskiego chłopca o imieniu Szymek.
Wanda Wolska sprawowała pieczę nad zapasami żywności i innych produktów oraz pomagała Januszowi przy wyrzucaniu śmieci i nieczystości. Halina Wolska zajmowała się korespondencją oraz zakupem towarów. 65-letnia Małgorzata Wolska (seniorka rodu) starała się podtrzymywać uciekinierów na duchu oraz służyć im dobrą radą. Podejmowała również wysiłki, aby nawiązać kontakt z ich zaginionymi lub przebywającymi w innych miejscach krewnymi. W pomoc ukrywającym się Żydom zaangażowały się także pozostałe siostry Wolskiego: Leokadia Borowiakowa, Eugenia Warnocka i Maria („Maryna”) Czekajewska. Leokadia prowadziła wspomniany wcześniej sklep spożywczy, a Eugenia pomagała Halinie w załatwianiu bieżących spraw . Z kolei Maria, wykwalifikowana pielęgniarka, w razie potrzeby udzielała ukrywającym się Żydom niezbędnej pomocy medycznej .
Lokatorzy „Krysi” ustanowili między sobą komitet, który dzielił dyżury przy pilnowaniu wejścia, czy sprzątaniu. Nieformalnym przywódcą małej społeczności był niejaki „Borowski” (prawdziwe nazwisko nieznane), który zajmował się przede wszystkim prowadzeniem rachunków i zbieraniem zamówień na prowiant.

## Warunki panujące w schronie
Podziemna kryjówka była zlokalizowana w ustronnym kącie ogrodu Wolskich, pod szklarnią oraz podręcznym magazynem ogrodniczym. Od strony ul. Grójeckiej osłaniał ją mur, który jednocześnie oddzielał posesję Wolskich od małej płytkiej posesji nr 79. Jedna ze ścian schronu była oparta o fundamenty oficyny przy ul. Grójeckiej 77, gdzie znajdowała się nieczynna fabryczka kosmetyków należąca do francuskiej firmy „Piver”.
„Krysia” miała kształt prostokąta o wymiarach ok. 7 metrów na 5 metrów i powierzchni ok. 28 m². Wzdłuż obu ścian postawiono rzędy prycz, które mogły pomieścić 34 osoby (pozostałych czterech uciekinierów spało na rozkładanych łóżkach polowych). Pomiędzy pryczami stał pas połączonych drewnianych stołów i długich ławek. Oświetlenie zapewniały karbidowe lampki. Za przegródką na lewym krańcu schronu znajdowała się niewielka kuchenka. Dym odprowadzono rurą przez wybity w suficie otwór. Orna Jagur wspominała, że wylot rury dla niepoznaki ukryto w gęstej kępie roślinności, podczas gdy inne źródła podają, że piecyk podłączono do nieczynnego przewodu kominowego sąsiedniej oficyny „Piver”. Za ubikację służył zasłonięty parawanem kubeł. Do schronu doprowadzono nawet kran z bieżącą wodą.
W porównaniu z innymi żydowskimi kryjówkami w Warszawie warunki panujące w „Krysi” mogły uchodzić wręcz za komfortowe. Niemniej życie w podziemnym schronie wiązało się z szeregiem uciążliwości. Panował w nim zaduch i niezmiennie wysoka temperatura, we znaki dawała się również plaga pluskiew. W ciągu dnia lokatorzy musieli zachowywać absolutną ciszę, aby nie zwrócić uwagi pracujących w ogrodzie robotników. Otwarcie klapy i wpuszczenie świeżego powietrza było możliwe wyłącznie w nocy. Tylko wtedy mieszkańcy schronu mogli także przygotować gorący posiłek, czy względnie swobodnie prowadzić rozmowy. Pewnymi wyłomami w tej monotonnej egzystencji były drobne uroczystości organizowane przez Żydów i ich opiekunów z okazji „urodzin »Krysi«”, czy świąt Bożego Narodzenia.
Pozostawanie w stałym zamknięciu – w ciągłym zagrożeniu i w towarzystwie w tej samej, małej grupy osób – nieuchronnie rodziło problemy psychologiczne i wzajemne niesnaski. Orna Jagur wspominała, że zła atmosfera była często powodowana konfliktowym charakterem i apodyktycznym postępowaniem „Borowskiego”. W trakcie pobytu w schronie samobójstwo popełniła 13-letnia dziewczynka o imieniu Basia. Jej zwłoki potajemnie pogrzebano w ogrodzie.
Kryjówka była kilkukrotnie zagrożona dekonspiracją. Pewnego razu do domu Wolskich przybył agent Gestapo, pytając, czy przechowują oni Żydów. Mieczysław zdołał wówczas uśpić jego podejrzenia. Innym razem jeden z pracujących w ogrodzie polskich robotników zaczął kopać glinę w miejscu, gdzie znajdował się grób Basi. Najbardziej niebezpieczna sytuacja miała jednak miejsce, gdy jeden z Żydów zapomniał zasunąć otwór w ścianie szklarni. Następnego dnia przez ten otwór do wnętrza szklarni dostała się kura, za którą podążyła polska robotnica. Kobieta usłyszała ludzkie głosy dochodzące z podziemi i w konsekwencji zaczęła rozpowiadać, że oranżeria Wolskich jest nawiedzona przez duchy. Wolski pod pretekstem przebierania grzybów zaprosił wówczas do szklarni funkcjonariusza polskiej „granatowej policji”, dzięki czemu plotki na pewien czas ucichły.

## Dekonspiracja „Krysi”

### Przebieg wydarzeń
7 marca 1944 na teren ogrodu Wolskich wtargnęli Niemcy, którym towarzyszyli „granatowi policjanci”, m.in. funkcjonariusze z 23. komisariatu. Z relacji Małgorzaty Wolskiej, którą przytacza w swych wspomnieniach Orna Jagur, wynika, że bez najmniejszych trudności – zapewne dzięki doniesieniu konfidenta – znaleźli ukryty pod szklarnią schron, w którym przebywało w tym czasie 38 Żydów. Strzelając w powietrze i grożąc wpuszczeniem do kryjówki trujących gazów, wezwali mieszkańców do natychmiastowego wyjścia na zewnątrz. Wezwania posłuchali wszyscy Żydzi z wyjątkiem adwokata Tadeusza Klingera, który popełnił samobójstwo przez zażycie cyjanku. Ciężko pobity Wolski zdołał przekonać Niemców, że jego matka i siostry nie wiedziały o znajdującej się w ogrodzie kryjówce. Nie był natomiast w stanie uratować siostrzeńca, którego wyciągnięto ze schronu wraz z Żydami. Opróżniony schron Niemcy obrzucili granatami.
Nieco inaczej wykrycie „Krysi” opisywali dwaj funkcjonariusze Polskiej Policji Kryminalnej, którzy uczestniczyli w akcji przy ul. Grójeckiej. W ich powojennych zeznaniach brak m.in. wzmianek o obecności kobiet z rodziny Wolskich w momencie najścia policji na posesję. Z zeznań jednego z policjantów wynika również, że Janusz Wysocki (opisywany jako „syn ogrodnika”) nie został wyciągnięty z kryjówki, lecz przeciwnie – miano go zmusić, aby wszedł do schronu i przekonał Żydów, że wszelki opór jest daremny.
Schwytani Żydzi, w tym dr Ringelblum z żoną i synem, zostali wraz z Mieczysławem Wolskim i Januszem Wysockim zabrani do więzienia na Pawiaku. W meldunku przekazanym później przez konspiracyjną komórkę z Pawiaka znalazła się informacja, iż w grupie przywiezionej ze schronu na Grójeckiej znajdowało się 16 mężczyzn i 24 kobiety. Z relacji Wandy Wolskiej wynika, że jeszcze tego samego wieczora Niemcy na krótko sprowadzili na Grójecką ciężko skatowanego Mieczysława. Był to ostatni raz kiedy widziała brata. Prawdopodobnie trzy dni później lokatorów i opiekunów „Krysi” rozstrzelano w ruinach getta warszawskiego.
W trakcie niemieckiej akcji aresztowana została także Halina Wolska-Michalecka, która po krótkim czasie została jednak wypuszczona na wolność. Ruchomy majątek należący do Wolskich i ich podopiecznych został skonfiskowany. Z raportów sporządzonych przez współpracujących z Podziemiem funkcjonariuszy „granatowej policji” wynika, iż 7 marca w „Krysi” odnaleziono m.in. futra, biżuterię oraz cztery kilogramy złota. Część ubrań, uznanych przez Niemców za bezwartościowe, mieli rozszabrować mieszkańcy okolicznych domów. 
Jeszcze przez trzy kolejne dni teren posesji był pilnowany przez „granatową policję”. Ocalali członkowie rodziny Wolskich spotkali się z niechęcią i ostracyzmem ze strony sąsiadów . 
Z grona lokatorów „Krysi” ocaleli jedynie Orna Jagur (Irena Grodzińska) i jej mąż Józef, którzy wyprowadzili się z bunkra na kilka miesięcy przed jego wykryciem.

### Sprawcy wykrycia kryjówki

#### „Sekcja Poszukiwań Wojennych”
Z ustaleń Jana Grabowskiego wynika, że wykrycie „Krysi” było elementem szeroko zakrojonej operacji wymierzonej w żydowskie kryjówki po „aryjskiej stronie” Warszawy, którą w pierwszych miesiącach 1944 roku przeprowadziły niemieckie służby bezpieczeństwa. Kluczową rolę w tej operacji odgrywać miała „Sekcja Poszukiwań Wojennych” (Kriegsfahndungskommando) – tj. wyspecjalizowana komórka w ramach podporządkowanej okupantom Polskiej Policji Kryminalnej (Polnische Kriminalpolizei), której zadaniem było tropienie ukrywających się Żydów.
W akcji przy ul. Grójeckiej uczestniczył osobiście kierownik tej sekcji, SS-Untersturmführer i komisarz kryminalny Werner Balhause, oraz wielu jego podwładnych. Wiele wskazuje, iż wykrycie kryjówki zostało uznane przez niemieckie władze policyjne za duży sukces. Jeszcze tego samego dnia wystąpiono bowiem z wnioskiem o przyznanie nagród pieniężnych piętnastu funkcjonariuszom Kripo.

#### Wcześniejsze hipotezy na temat sprawcy donosu
Sprawa dekonspiracji „Krysi” najprawdopodobniej nie stała się przedmiotem śledztwa ze strony struktur Polskiego Państwa Podziemnego. Po wojnie tożsamość osoby, której donos doprowadził do wykrycia kryjówki, była przedmiotem wielu hipotez.
30 marca 1944 roku w „Biuletynie Informacyjnym” zamieszczono informację o wykonaniu trzech wyroków śmierci zasądzonych przez konspiracyjny Cywilny Sąd Specjalny. Jednym ze straconych był Jan Łakiński, skazany za „współdziałanie z okupantem w prześladowaniu i tropieniu obywateli polskich pochodzenia żydowskiego”. To właśnie ten mężczyzna był w wielu publikacjach wskazywany jako autor donosu, który doprowadził do wykrycia „Krysi” . 
Jan Łakiński (ur. 1926) był synem przedwojennego senatora, wysiedleńcem z Wielkopolski, a zarazem znanym na Ochocie konfidentem. Został zastrzelony przed bramą domu przy ul. Pługa 1/3 przez członków grupy likwidacyjnej KWP dowodzonej przez Stanisława Sękowskiego ps. „Michał”, „Rugia”. Część źródeł podaje, że Łakińskiego zlikwidowano niedługo po dekonspiracji „Krysi” . Zapisy z księgi zgonów parafii św. Jakuba wskazują jednak jednoznacznie, iż konfident został zabity 25 lutego, a więc na jedenaście dni przed wykryciem kryjówki. Zdaniem Dariusza Libionki fakt ten „automatycznie eliminuje go z kręgu podejrzanych”. Libionka podkreśla jednocześnie, że jak dotąd w konspiracyjnej prasie, dokumentach czy korespondencji nie odnaleziono żadnych wzmianek, które łączyłyby osobę Łakińskiego ze sprawą wykrycia „Krysi”. Zakwestionował jednocześnie ustalenia Jana Grabowskiego jakoby Łakiński był jednym z tajnych współpracowników sekcji Balhausego, wskazując, że z powodu nieczytelności rękopisu polsko-kanadyjski historyk pomylił go z inną osobą – niejakim Kazimierzem Lubarskim.
Trzy niezależne źródła, do których dotarł amerykański historyk Samuel D. Kassow, twierdziły, że kryjówkę wydała Niemcom była dziewczyna Mieczysława Wolskiego, mszcząc się w ten sposób za zerwanie związku. Kassow uważał jednocześnie, że relacje o zdradzie sympatii Wolskiego oraz donosie złożonym przez Łakińskiego nie muszą wzajemnie się wykluczać. Jego zdaniem dziewczyna mogła bowiem donieść o kryjówce znanemu konfidentowi, którym był Łakiński, a ten mógł następnie przekazać tę informację Niemcom lub „granatowym policjantom”.
Jan Grabowski nie wykluczał, że dekonspiracja „Krysi” miała związek z dokonanym pięć dni wcześniej aresztowaniem jednego ze współpracowników „Żegoty”, Jana Jaworskiego. Agenci Kripo znaleźli bowiem przy nim liczne dokumenty, w tym notatnik z listą nazwisk.
Dariusz Libionka wskazywał jednak, że raporty Podziemia na temat przestępczości pospolitej i działalności „granatowej policji”, sporządzone na podstawie doniesień informatorów działających w szeregach policji, jednoznacznie sugerują, iż przyczyną wykrycia „Krysi” było doniesienie agenturalne. W raporcie jednego z informatorów znalazła się przy tym informacja, że autorem donosu był niewymieniony z nazwiska funkcjonariusz „granatowej policji”, którego uwagę zwróciły duże zakupy żywności dokonywane przez Wolskich.

#### Wykrycie sprawcy donosu
Z ustaleń Adriana Sandaka opublikowanych w 2023 roku na łamach czasopisma „Zagłada Żydów. Studia i Materiały” wynika, że sprawcą donosu, który doprowadził do wykrycia „Krysi”, był Marian Nowicki – przedstawiciel budowlany zamieszkały przy ul. Ogrodowej. Źródłem tej informacji jest odnaleziony przez autora meldunek kontrwywiadu Okręgu Warszawskiego AK. Nowickiego jako denuncjatora wskazał w nim N.N. „Czarnota”, prawdopodobnie informator AK w szeregach „granatowej policji” lub Kriminalpolizei.
Tenże meldunek wskazuje ponadto, że donos Nowickiego wpłynął do „Sekcji Poszukiwań Wojennych” 7 marca 1944 roku, prowokując natychmiastową reakcję Balhausego i jego ludzi (oznaczałoby to, że wykrycie „Krysi” miało charakter improwizowanej akcji – nie poprzedzonej dłuższą obserwacją). W nagrodę Nowickiemu wypłacono 38 tys. złotych, a jednocześnie Balhause zarekomendował w Gestapo przyjęcie go jako stałego konfidenta „z prawem aresztowania i śledzenia politycznie zaangażowanych Polaków”.
Z niejasnych przyczyn kontrwywiad AK najprawdopodobniej nie podjął działań w celu rozpracowania i ukarania Nowickiego.

## Pamięć
27 kwietnia 1990 na ścianie bloku mieszkalnego przy ul. Grójeckiej 77, który po wojnie wybudowano nieopodal miejsca, gdzie znajdował się ogród Wolskich uroczyście odsłonięto tablicę upamiętniającą lokatorów „Krysi” oraz ich polskich opiekunów. Tablica została wykonana z brązu, zaprojektował ją Marek Moderau. Wyryta na tablicy inskrypcja głosi:

W tym miejscu znajdowała się ziemianka, w której rodzina Wolskich, miejscowych ogrodników, ukrywała w latach 1942–1944 około 40 Żydów, uciekinierów z Getta Warszawskiego, wśród nich znanego historyka dr. Emanuela Ringelbluma, badacza dziejów Żydów polskich, organizatora tajnego archiwum Getta. W marcu 1944 r. po ujawnieniu ziemianki hitlerowcy wymordowali wszystkich ukrywających się w niej Żydów oraz ich opiekunów.

4 czerwca 1989 pięcioro członków rodziny Wolskich – Mieczysław Wolski, Małgorzata Wolska, Halina Wolska-Michalecka, Wanda Wolska-Szandurska i Janusz Wysocki – zostało odznaczonych medalem „Sprawiedliwy wśród Narodów Świata”.
Losy lokatorów i opiekunów kryjówki przy ul. Grójeckiej przedstawiono w filmie dokumentalnym pt. Krysia (scenariusz i reżyseria Wiktor Skrzynecki, rok produkcji 1990).
Bunkier „Krysia”, w tym scena jego wykrycia w marcu 1944 roku, został ukazany w fabularyzowanym filmie dokumentalnym Kto napisze naszą historię? z 2018 r. (reż. Roberta Grossman), poświęconym historii grupy Oneg Szabat.
9 września 2021 z inicjatywy lokalnego Stowarzyszenia Ochocianie Rada miasta stołecznego Warszawy nadała nazwę skwer Rodziny Wolskich zieleńcowi osiedlowemu, istniejącemu obecnie w miejscu, gdzie w czasie wojny znajdował się ich dom i ogród.